# Erik Wegræus
Erik Wegræus, född den 28 maj 1940 i Arvika, död den 10 oktober 2014, var en svensk arkeolog och riksantikvarie.

## Biografi
Wegræus studerade vid Uppsala universitet, där han blev filosofie kandidat 1965 och filosofie licentiat 1975. Parallellt arbetade han 1965–69 som antikvarie vid Riksantikvarieämbetet och Statens historiska museer. 1969–76 var han museidirektör vid Älvsborgs länsmuseum och 1976–86 länsantikvarie i Älvsborgs län. 1986–89 gjorde han ett avbrott i antikvariebanan och var i stället turistchef vid Dalslands turistråd, men återvände därefter till Älvsborgs museum som landsantikvarie 1989–93. Slutligen utnämndes han 1993 till riksantikvarie, en post han upprätthöll fram till 2003.
Erik Wegræus publicerade flera böcker, både själv och i samarbete med andra författare samt redigerade antologier. Han var 1995 en av stiftarna av stiftelsen Kulturarv utan gränser och var styrelseledamot i föreningen Svenskt kulturarv.